# Soleil Celtic
Soleil Celtic est une collection de bande dessinée de l'éditeur Soleil Productions publiant des séries qui sont issues de la culture celte.
Le directeur de collection est Jean-Luc Istin.

## Principales séries
- Triskell
- Blackwood
- Carnets de route de la Bretagne féerique

- Les Chemins d'Avalon

- Dragons

- Les Larmes de fées
- La Légende de la Mort